# Arrondissement Le Puy-en-Velay
Le Puy-en-Velay is een arrondissement van het Franse departement Haute-Loire in de regio Auvergne-Rhône-Alpes. De onderprefectuur is Le Puy-en-Velay.

## Kantons
Het arrondissement was tot 2014 samengesteld uit de volgende kantons:
- Kanton Allègre
- Kanton Cayres
- Kanton Craponne-sur-Arzon
- Kanton Fay-sur-Lignon
- Kanton Loudes
- Kanton Le Monastier-sur-Gazeille
- Kanton Pradelles
- Kanton Le Puy-en-Velay-Est
- Kanton Le Puy-en-Velay-Nord
- Kanton Le Puy-en-Velay-Ouest
- Kanton Le Puy-en-Velay-Sud-Est
- Kanton Le Puy-en-Velay-Sud-Ouest
- Kanton Saint-Julien-Chapteuil
- Kanton Saint-Paulien
- Kanton Solignac-sur-Loire
- Kanton Vorey

Na de herindeling van de kantons door het decreet van 17 februari met uitwerking op 22 maart 2015 is de verdeling als volgt :
- Kanton Emblavez-et-Meygal
- Kanton Mézenc  ( deel : 19/21 )
- Kanton Plateau du Haut-Velay granitique  ( deel : 14/26 )
- Kanton Le Puy-en-Velay-1
- Kanton Le Puy-en-Velay-2
- Kanton Le Puy-en-Velay-3
- Kanton Le Puy-en-Velay-4
- Kanton Saint-Paulien
- Kanton Velay volcanique